# Samuel Rachlin
Samuel Rachlin (født 12. januar 1947 i Pokrovsk, Sovjetunionen) er en dansk journalist og forfatter.
Samuel Rachlin er søn af Rachel Rachlin og Israel Rachlin. Han blev født i Sibirien, hvortil familien var tvangsforvist i 16 år og kom til Danmark som niårig. Hans storebror Schneur er far til radiovært Dan Rachlin.
Samuel Rachlin tog studentereksamen fra Gladsaxe Gymnasium i 1967. Han har en M.S. fra Columbia Graduate School of Journalism. Han blev i 1979 gift med Annette født Laustsen. Parret har to døtre: Sarah (født 1979) og Natalia (født 1985).
Han var DR's korrespondent i Sovjetunionen og blev siden TV 2's første nyhedsvært. I 1990'erne arbejdede han for Verdensbanken i Washington D.C., inden han igen blev journalist på TV 2 knyttet til finansnyhederne. Fra 2007 til 2010 var Samuel Rachlin kommunikationsdirektør i den danske investeringsbank Saxo Bank.
I 1999 producerede han en tv-film om sin families tvangsforvisning og ophold i Sibirien.
Samuel Rachlin var en af CEPOS' stiftere.